# 양사초등학교 (울산)
양사초등학교는 대한민국 울산광역시 중구 교동에 있는 초등학교다.
1907년 7월 23일에 개교를 하여 일본인 울산 공립 소학교였다.
1996년 3월 1일에는 지금의 이름인 양사초등학교라고 교명을 변경하였다.

## 학교 연혁
| 1907년 7월 23일  | 일본인 울산 공립 소학교 창립                                   |
| 1946년 4월 23일  | 울산 제3공립국민학교 재개교 인가                               |
| 1946년 10월 1일  | 양사국민학교로 교명 변경                                       |
| 1996년 3월 1일   | 양사초등학교로 교명 변경                                       |
| 2000년 3월 1일   | 울산광역시교육청지정 특수교육시범학교                          |
| 2005년 4월 1일   | 교육인적자원부지정 인성교육시범교육청협력학교                  |
| 2006년 6월 17일  | 제35회 전국소년체육대회 체조부 단체 1위                        |
| 2010년 3월 1일   | 교육과학기술부지정 국정도서현장적합성정책연구학교              |
| 2016년 5월 30일  | 제45회 전국소년체육대회 체조부 단체전 2위                      |
| 2017년 10월 14일 | 2017 학교평가 교육경영부문 우수학교 선정                       |
| 2018년 3월 1일   | 울산광역시교육청 지정 학교체육활성화 연구학교                  |
| 2018년 9월 15일  | 학교스포츠클럽대회(발야구)준우승                               |
| 2018년 10월 13일 | 학교스포츠클럽대회(스포츠스태킹) 남.여 각3위                   |
| 2019년 9월       | 학교환경개선사업(화장실공사 및 우천통로 설치)                  |
| 2019년 10월 12일 | 2019 교육감배 학교스포츠클럽대회 스태킹 여초부 우승, 남초부3위 |
| 2019년 12월 12일 | 2019 교원행정업무 경감 우수기관 교육감 표창                    |
| 2020년 2월 19일  | 제75회 졸업(50명) 누계15,344명                                 |
| 2020년 3월 1일   | 16학급(특수3학급), 유치원 2학급 편성                           |
| 2021년 2월 2일   | 제76회 졸업(50명 졸업) 누계 15,344명                           |
| 2021년 3월 1일   | 14학급(특수학급3학급), 유치원2학급 편성                        |
| 2021년 9월 1일   | 제29대 조병인 교장 취임                                        |

## 학교 상징
- 교양(校標) - 사라는 글자를 조화롭게 배치한 형태로 모든 것을 포함하면서 조화롭게 성장하라는 의미가 담김

- 교화(校花) - 장미는 열정, 기쁨, 아름다움, 존경 등 많은 꽃말을 가지고 있으며, 아름다움을 대표하는 꽃임
- 교목(校木) - 언제나 푸른빛을 잃지 않는 향나무는 남을 위해 희생할 줄 알고, 어떠한 역경에도 굴함이 없는 한국인의 기상을 뜻함

## 참고 자료
- 양사초등학교 - 한국교육학술정보원 학교알리미